# Rosette de Pliska

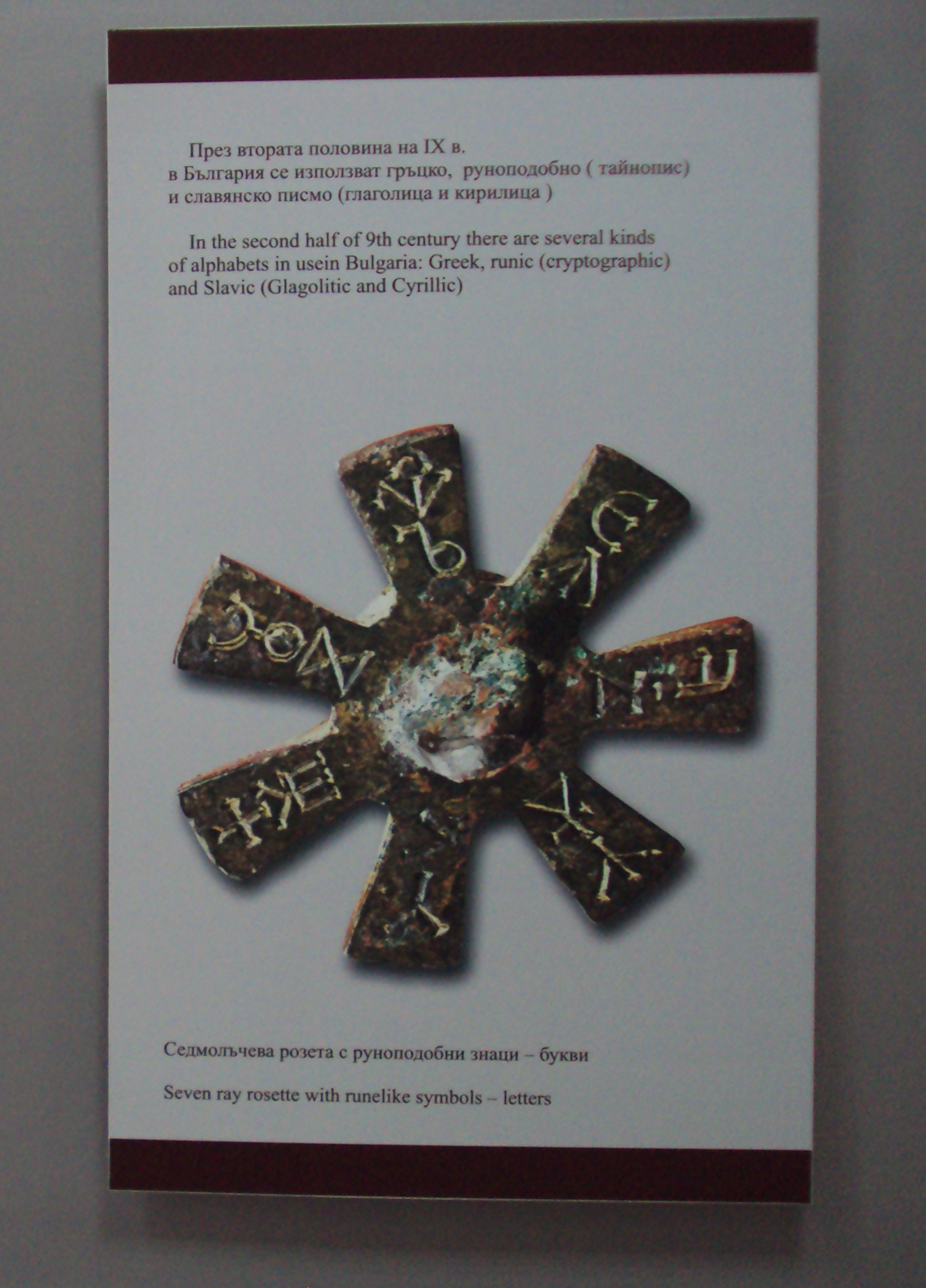
Panneau évoquant la rosette au musée de Pliska

La rosette de Pliska est une rosette de bronze à sept branches trouvée en 1961 à Pliska, la capitale médiévale de la Bulgarie. Elle aurait été conçue entre le VIIe siècle et le IXe siècle.

## Description
Elle a la forme d'une étoile à sept branches et mesure 38 mm de diamètre. Elle porte des signes protobulgares , du même type que certains retrouvés dans la grotte de Murfatlar (en). Chaque rayon est inscrit de deux signes et un symbole IYI est visible au dos.

## Utilisation moderne
Des représentations du dessin du médaillon sont souvent utilisées (avec le symbole  et la première lettre de l'alphabet glagolitique - ) par les mouvements nationalistes et patriotiques en Bulgarie. Il est également utilisé comme logo de la série documentaire Bulgarite de bTV (Българите).

## La rosette de Pliska dans la culture populaire
La Rosette est présente dans le film King Rising 3 du réalisateur Uwe Boll. Elle est tatouée sur le bras de Hazen Kaine, joué par Dominic Purcell, et joue un rôle important dans l'intrigue du film.